# 敘利亞民主力量
敘利亞民主力量（阿拉伯语：القوات سوريا الديمقراطية）又譯敘利亞民主軍，是由敘利亞庫德人、阿拉伯人、亞述人和亚美尼亚人武裝勢力在敘利亞內戰中所建立的軍事同盟。聯盟成立於2015年10月，試圖將伊斯蘭國逐出敘利亞拉卡省和其他區域。敘利亞民主力量号称他們「團結了所有敘利亞人的武裝力量，包含庫德族、阿拉伯人、亞述人和其他生活在敘利亞地區的所有人」。此外，他們的目標是要建立一個自治、包容、民主的敘利亞。
這個聯盟的建立奠基於幼發拉底火山聯合行動的成功，其中包含敘利亞庫德族的人民保护部队（YPG）和支援科巴尼防守的自由叙利亚军（FSA）。之後拉卡革命旅也加入幼發拉底火山，參與進攻伊斯蘭國佔據泰勒艾卜耶德。擴增之後的敘利亞民主力量現在還包括賈茲拉州自治政府、敘利亞人軍事委員會（MFS），以及幫助人民保护部队（YPG）掃蕩哈塞克地區，親政府的阿拉伯部落薩那地力量。
聯盟中擁有大約4千兵力的阿拉伯團體，在敘利亞阿拉伯聯軍的組織下運作，進攻幼發拉底河以東的伊斯蘭國首都拉卡。而一些由美國國防部訓練的反对派武装，主要为驻扎在坦夫基地的叙利亚自由军，任務则是「導引針對伊斯蘭國的空襲，和招募更多溫和派反抗軍」。
與其他敘利亞非政府武裝力量不同的是，敘利亞民主軍盡可能避免與阿薩德的政府軍對抗，敘利亞民主軍主要對手為伊斯蘭國，敘國庫德族表示，他們追求的是在地方分權下的自治，而並非獨立建國，復興黨的敘利亞外交部長莫蘭則回應其對於庫德族自治保持開放態度，不過前提是先消滅伊斯蘭國，之後雙方便可對於自治開始進行協商。
截至2019年3月，估计有1万1千名敘利亞民主力量戰士在与伊斯兰国的交战中死亡。由于土耳其将其视为库尔德工人党的分支，叙利亚民主力量在内战期间面临与土耳其支持的叙利亚国民军的冲突。库尔德人也参与了2024年叙利亚反对派攻势，并一度占领代尔祖尔等城镇。阿萨德政权垮台後，叙利亚民主力量总司令马兹卢姆·阿卜迪和过渡阶段的叙利亚总统艾哈迈德·沙拉于2025年3月10日签署协议，预计将其并入新的叙利亚武装部队之中。

## 建立
2015年10月11日聯盟在哈塞克的記者會中正式成立。

### 簽署團體
共有13個團體簽署成立文件。
1. 人民保护部队（People's Protection Units，YPG）
2. 女子保护部队（Women's Protection Units，YPJ）
3. 萨纳迪力量（Jaysh al-Sanadid）（Al-Sanadid Forces）
4. 敘利亞基督徒軍事委員會（Syriac Military Council，MFS）
5. 幼發拉底火山（Euphrates Volcano）
6. 北方太陽營（Northern Sun Battalion）
7. 塞爾柱旅（Seljuk Brigade）
8. 賈茲拉地區武裝組織（Brigade Groups of Al-Jazira）
9. 库尔德阵线（英语：Kurdish Front）（Jabhat al-Akrad）
10. 敘利亞革命軍（英语：The Revolutionary Army (Syrian rebel group)）（Jaysh al-Thuwar）
11. 塔利爾旅（Al-Tahrir Brigade）
12. 穆沙特99旅（Lîwai 99 Muşat）
13. 舒库尔·巴迪耶旅（Liwaa Siqur El-Badiye）

## 美國為首的聯軍的支援
2015年10月12日，美國國防部證實美國的C-17運輸機投下了45噸武器和彈藥，支援敘利亞北部的「阿拉伯團體」。人民保护部队（YPG）發言人Polat Can證實空投物資落在西庫德斯坦，確定有「突擊步槍、迫擊砲和彈藥，但沒有拖式飛彈和防空武器」。然而，叙利亚阿拉伯联盟中主要的阿拉伯團體否認有接收到援助，認為空投可能本來就只是為了庫德族。
雖然這些武器是要讓阿拉伯聯軍往拉卡進攻，庫德族的首要目標是收復阿夫林州至科巴尼州間的庫德族區域，清除敘利亞-土耳其邊界上的伊斯蘭國勢力，包含被占據的邊界城市傑拉布盧斯。然而人民保护部队（YPG）的總指揮官Sipan Hemo告訴總部位於倫敦的《生活報》（al-Hayat），「預期會在數週內發動針對伊斯蘭國拉卡的攻擊」。
這次空投在美國國防部正式承認花費5億美元幫助訓練和裝備「溫和派反抗軍」對抗伊斯蘭國的計畫失敗後的幾天進行。俄羅斯外交部長谢尔盖·维克托罗维奇·拉夫罗夫對此頗有微詞，認為「至少有部分的武器會落入恐怖份子手中」。

## 2016年及以後
敘利亞民主力量於2016年中擁有至少25,000名庫爾德人戰士及5,000－6,000名阿拉伯人戰士。美國希望敘利亞民主力量可以有更多阿拉伯人戰士。
2017年5月9日，美國總統唐納·川普授權國防部按需要向敘利亞民主力量中的库尔德人部隊提供武器，以確保他們在進攻伊斯兰国的拉卡省北部攻勢取勝。
2019年10月伊斯蘭國戰役大致結束，川普改变态度，撤出在庫德地區象徵性的軍事力量——原本此小股美軍存在讓土軍動手轟炸有疑慮，並在公開場合半暗示土耳其可以揮軍消滅庫德族，美國媒體評論此次「兔死狗烹」的現象表明白宮決策團隊無法忍受因庫德族問題得罪盟邦土耳其並讓其倒向俄國，兩年來暫時性的容忍抵擋土耳其壓力只是為了利用庫德兵去上戰場，面對廣泛批評川普在媒體辯護時稱「库尔德也没在二戰诺曼底战役中帮我们，我們沒有虧欠他們什麼，他們也不是為美國作戰而是為自己土地作戰，我們與他們只是各取所需沒有什麼義務」，之後話鋒一轉討論中東連場戰爭耗損的金錢約8兆美金和大量國力，卻沒有什麼利益，現在該結束了。10月9日一入夜後土耳其一如預料開始空中轟炸，庫德族民兵當晚約百人喪生，空襲後六小時地面軍開入。
庫德族建國運動是中東長達半世紀以上的問題，其聚居區橫跨五國，這五國都不可能損失自己領土去讓其「建國」運動，其中最大人數約一千四百萬人在土耳其境內並成立了庫工黨進行游擊戰，土將其宣告為恐怖組織，成為土國一大長期內患。其強勢總統埃尔多安色彩鮮明反對西方扶植庫德族去打伊斯蘭國的戰略，認為其拿到的武器和戰鬥訓練遲早用來對付土人，與此同時土耳其政府變得與伊斯蘭國有曖昧關係，因為國家利益眼中看來除了手段殘暴外並無什麼缺點，IS本身同是遜尼派宗教顏色正確，在攻擊的敘利亞什葉派與庫德族又剛好都是土耳其敵人。之後不久發生2016年土耳其政變未遂事件，埃尔多安認為此事就是西方策動因為他的IS態度與西方有落差導致，後續帶著北約成員身分倒向俄羅斯並購買俄系武器，給予西方國家大量難堪。
在2024年敘利亞西北部攻勢，敘利亞民主力量奪取了德布西法拉杰、加马米兹、塔布卡乡村的德布西阿夫南。在政府軍撤出后，他们还控制了贾拉军用机场。
2025年3月10日，叙利亚執政當局与叙利亚民主力量达成协议，叙利亚民主力量將停火以及并入叙利亚军队。

## 外部連結
- YouTube上的"The Syrian Democratic Forces" Formed By Various Factions